# Putuerneq
Putuerneq [putuˈɜnːɜq] (nach alter Rechtschreibung Putuerneĸ, dänisch Vigen) ist eine wüst gefallene grönländische Siedlung im Distrikt Paamiut in der Kommuneqarfik Sermersooq.

## Lage
Putuerneq liegt in einer Bucht namens Kangerlua, die in den Fjord Neria mündet. Der Name stammt von einer winzigen südöstlich gelegenen gleichnamigen Insel, während der dänische Name auf die Bucht referiert. Neria liegt dreieinhalb Kilometer westlich. Bis nach Paamiut sind es 54 km nach Nordwesten.

## Geschichte
Putuerneq wurde 1925 als Fischereistation gegründet, da die Bewohner in Narsalik und Neria meinten, dass hier eine gute Fangmöglichkeit für Schwarzen Heilbutt wäre. 1930 lebten 25 Personen in Putuerneq. Es zeigte sich bald, dass die Annahme falsch war und Putuerneq wurde wieder aufgegeben. Später wurden Dorsche im Fjord entdeckt und die Station wurde wieder in Betrieb genommen, noch vor 1940 aber endgültig aufgegeben.